# Tokugawa Yoshimune
Tokugawa Yoshimune (徳川 吉宗?   27 de noviembre de 1684-12 de julio de 1751) fue el octavo shōgun Tokugawa, y mandó desde el año 1716 hasta el 1745. Fue hijo de Tokugawa Mitsusada.
Fue uno de los shogunes más activos y puso en marcha las reformas Kyōhō, que estaba destinado a restablecer el control feudal y reparar las finanzas del bakufu. Subió los impuestos, puso levas a los daimios, defendió la frugalidad, fomentó la educación, revisó el código legal básico del bakufu.